# Никлас Хардт
Никлас Хардт (дан. Nichlas Hardt — Редовре, 6. јул 1988) професионални је дански хокејаш на леду који игра на позицији нападача. 
Члан је сениорске репрезентације Данске за коју је дебитовао на светском првенству 2008. године. 